# Kromlech Almendres
Kromlech Almendres (Cromeleque dos Almendres / Cromeleque na Herdade dos Almendres) je megalitický komplex nacházející se 4,5 km západně od vesnice Nossa Senhora de Guadalupe v občině Nossa Senhora da Tourega e Nossa Senhora de Guadalupe, části obce Évora v portugalském Alenteju. Jde o největší dochovanou skupinu uspořádaných menhirů na Iberském poloostrově a jednu z největších v Evropě. Archeologické naleziště se skládá z několika megalitických struktur: kromlechů a menhirů, které patří k takzvanému megalitickému světu Évory a mají jasné paralely s jinými kromlechy v okrese Évora, jako jsou Portela Mogos a kromlech Vale Maria do Meio.

## Historie

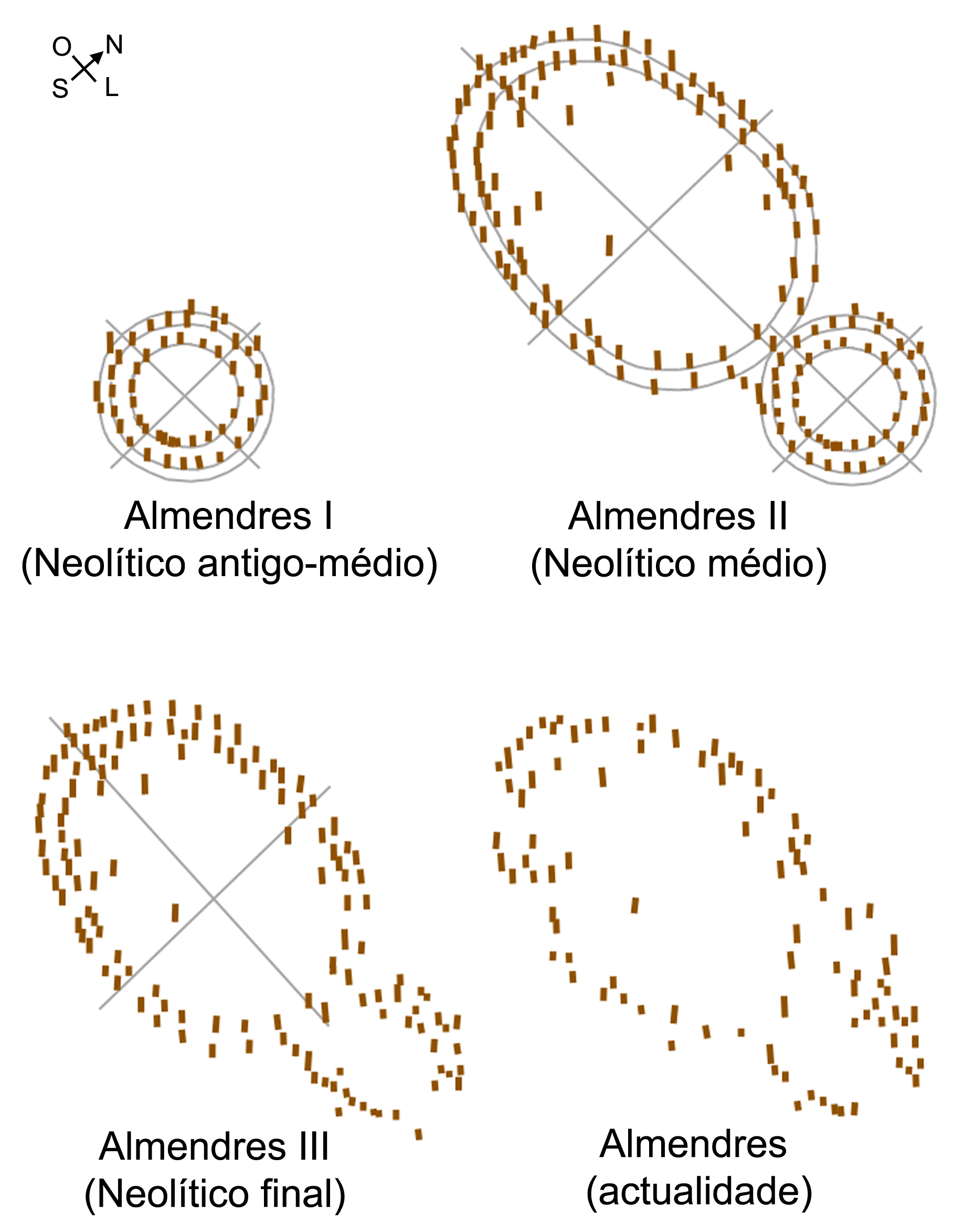
Schéma ukazující vývoj kromlechu Almendres od raného neolitu až do současnosti

Výstavba těchto struktur se datuje do 6. tisíciletí př. n. l. Byly znovu objeveny v roce 1966 Henriquem Leonorem Pinou, který prováděl terénní práce související s geologickými mapami Portugalska.
Vykopávky na místě odhalily sérii megalitických a neolitických stavebních fází: Almendres I 6000 př. n. l. (raný neolit), Almendres II 5000 př. n. l. (střední neolit) a Almendres III 4000 př. n. l. (pozdní neolit). Relativní chronologie kromlechu a menhirů je velmi složitá a zahrnuje období od neolitu po chalkolit. Předpokládá se, že monument měl buď náboženský a obřadní účel, nebo fungoval jako primitivní astronomická observatoř.

## Architektura
Kromlech se nalézá u silnice z Évory do Montemor-o-Novo v bývalé občině Nossa Senhora de Guadalupe. Kromlech se nachází hned za vesnicí Guadalupe na pozemku Herdade dos Almendres. Leží v jihozápadní části pozemku, zatímco menhir se nachází na východních hranicích statku, obrácen k východu nad Serra de Monfurado, izolován od místní komunity. Místní městská rada k památce nechala vybudovat turistickou pěší stezku a začlenila ji do místní megalitické trasy, která mapuje prehistorické památky v regionu.
Komplex balvanů uspořádaných do kruhu je tvořen asi 95 žulovými monolity rozmístěnými v malých skupinách. Starší (raně neolitické) monolity tvoří dva nebo tři soustředné kruhy menších menhirů v západní části komplexu, zatímco středně neolitické struktury sestávají ze dvou elips (nepravidelných, ale soustředných) a velkých menhirů. V pozdně neolitické fázi dřívější konstrukce prošly úpravami a místo se transformovalo na prostor pro společenské nebo náboženské rituály. Devadesát dva menhirů tvoří dvě skupiny, které byly postaveny a orientovány různými směry souvisejícími s rovnodenností.
Mnohé z kamenů byly Mariem Varelou Gomesem vykopány tam, kde spadly, a byly znovu postaveny na základě kritérií stanovených výzkumem a znovuobjevením původních základů. Zeměpisná šířka komplexu je přibližně stejná jako maximální měsíční elongace (38,55 stupňů pro rok 1500 př. n. l.); srovnatelná zeměpisná šířka, kde k tomu dochází, je spojena se Stonehenge (51,18 stupňů pro rok 2000 př. n. l.).
Přestože zde existuje mnoho velkých solitérních zaoblených či eliptických kamenů o výšce 2,5 až 3,5 metru, většina je menších a uspořádaných do skupin. Kromlech zabírá plochu 70 x 40 metrů a je orientován v ose severozápad-jihovýchod. Sloupy vykazují známky hluboké eroze, zejména na površích vystavených povětrnostním vlivům, přesto je výzdoba stále viditelná. Vzory mají podobu linií a radiál, nejméně dvou na každém kameni.
Asi tucet monolitů má pozůstatky vytesaných vzorů, čtyři z toho mají pouze malé kruhové otvory. Monolit číslo 8 s vrcholem rovně seříznutým v úrovni prsou a několika důlky mohl sloužit k jemnějšímu astronomickému pozorování, zejména pozorování jarní rovnodennosti, a to pomocí vkládání malých kamenů do důlků. Tato pozorování mohla být prováděna také z kamene 39 ve východním ohnisku eliptického uspořádání. Menhir 48 na sobě má schematizovanou antropomorfní postavu obklopenou kruhy a berlou.
Izolovaný samostatný menhir, přibližně 4,5 metru vysoký a 0,9 metru v průměru, se nachází poblíž obydlí, asi 1400 metrů severovýchodně od hlavního komplexu. Spojnice od kromlechu Almendres k tomuto menhiru směřuje přibližně směrem východu slunce při zimním slunovratu.

## Panoramatické fotografie

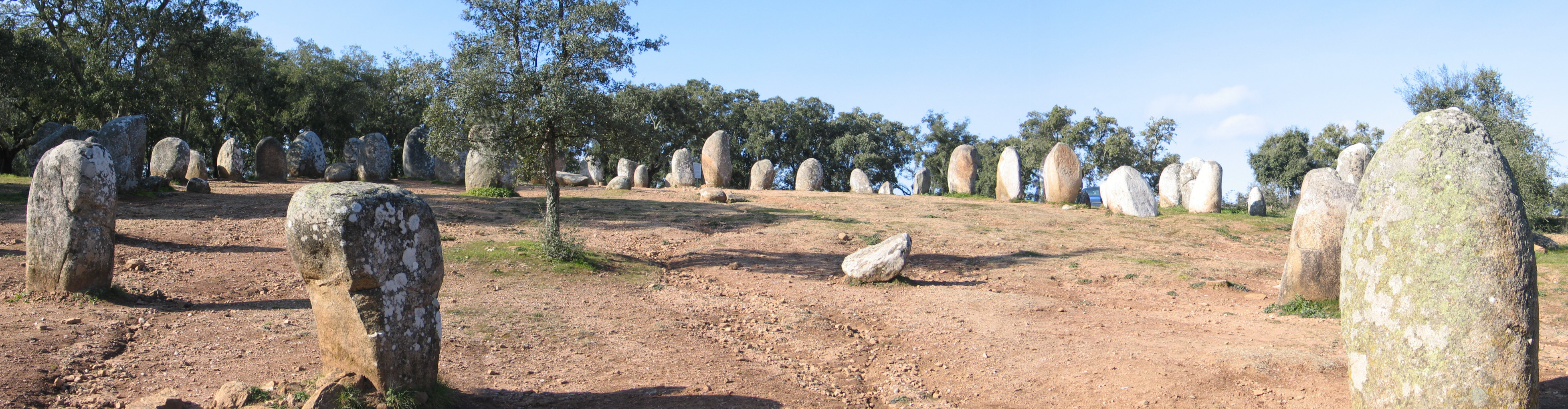
Rozmístění kromlechu Almendres

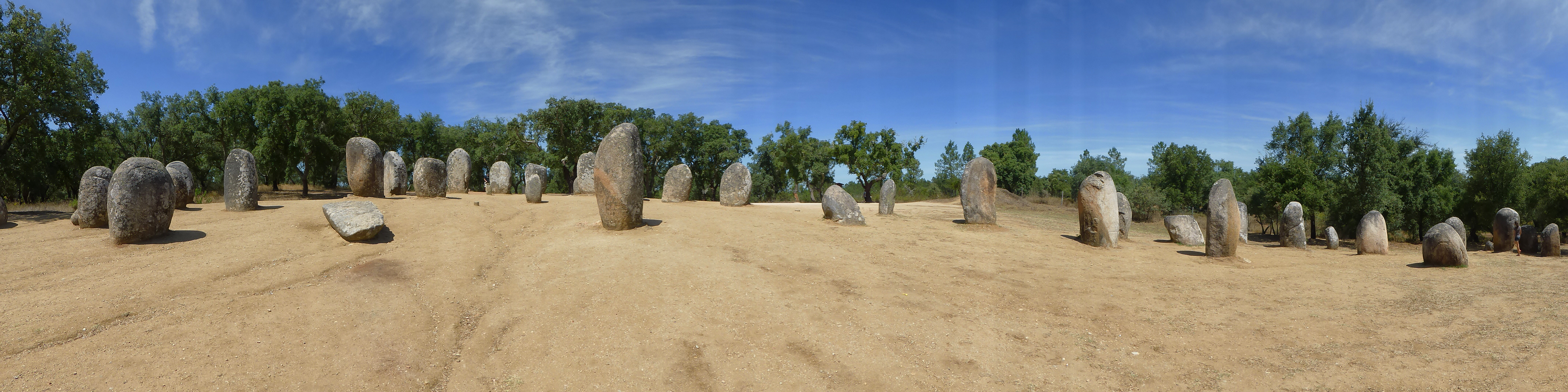
Kromlech Almendres, Évora, Portugalsko, 2014

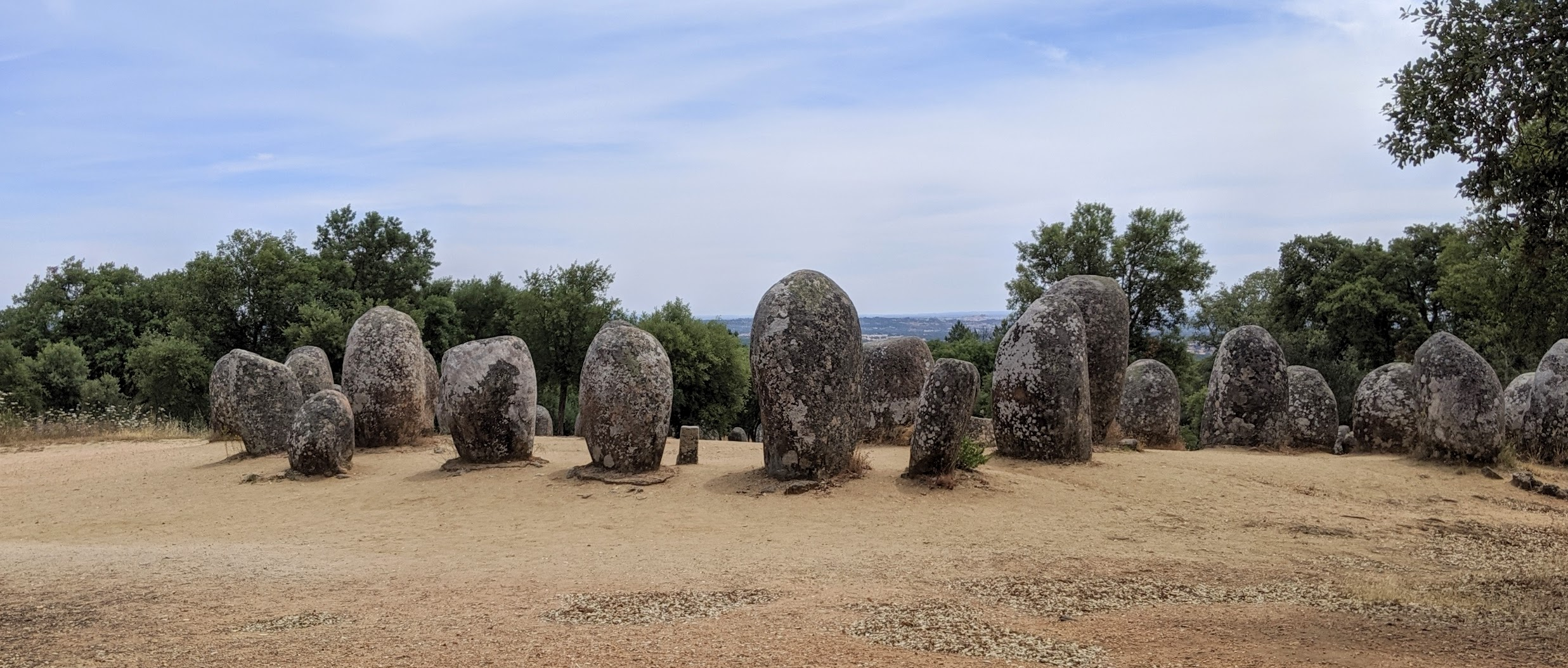
Pohled shora, 2019

## Galerie

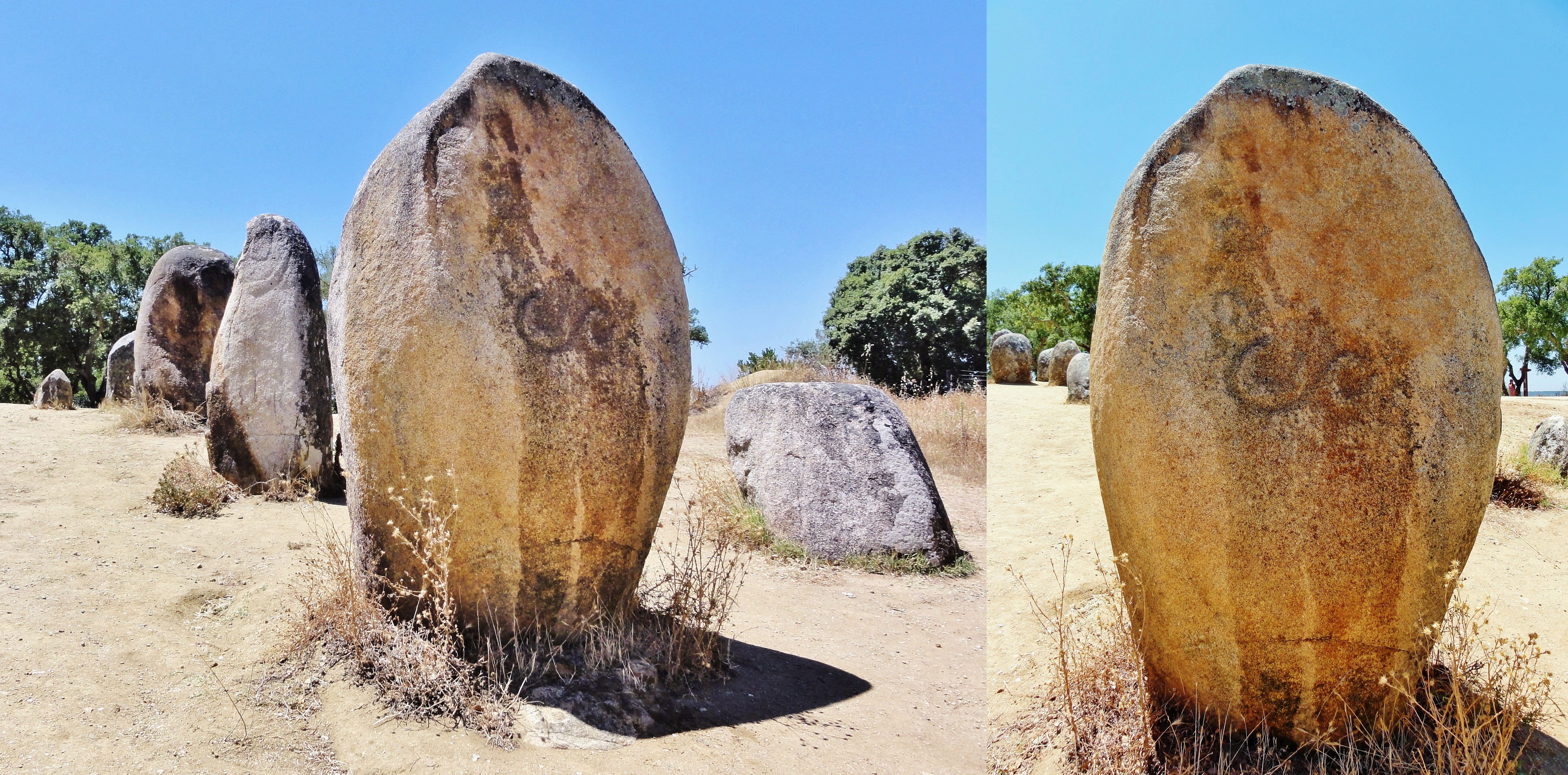
Kámen s vyrytými spirálami
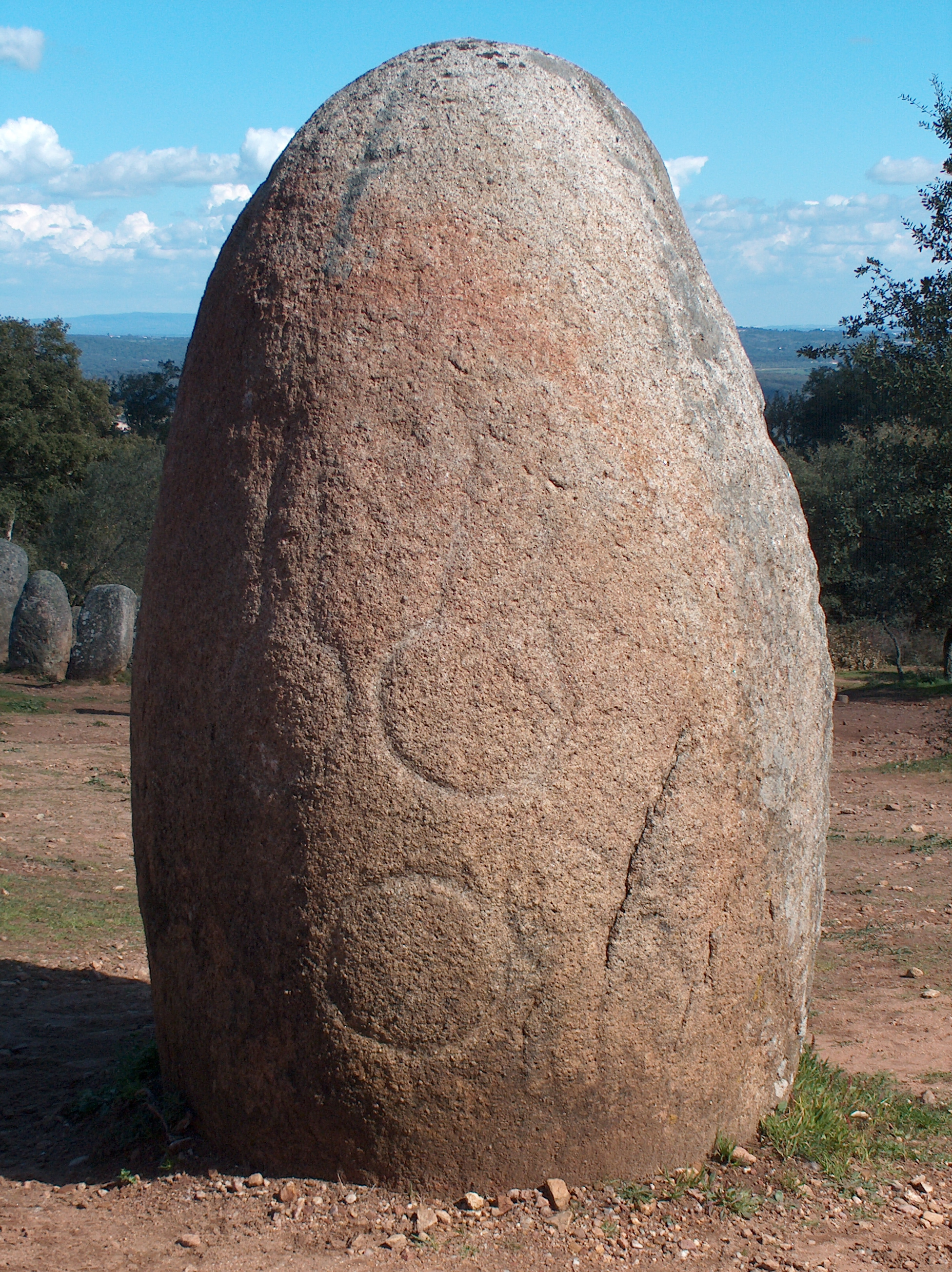
Příklad kamene s vyrytými kruhy
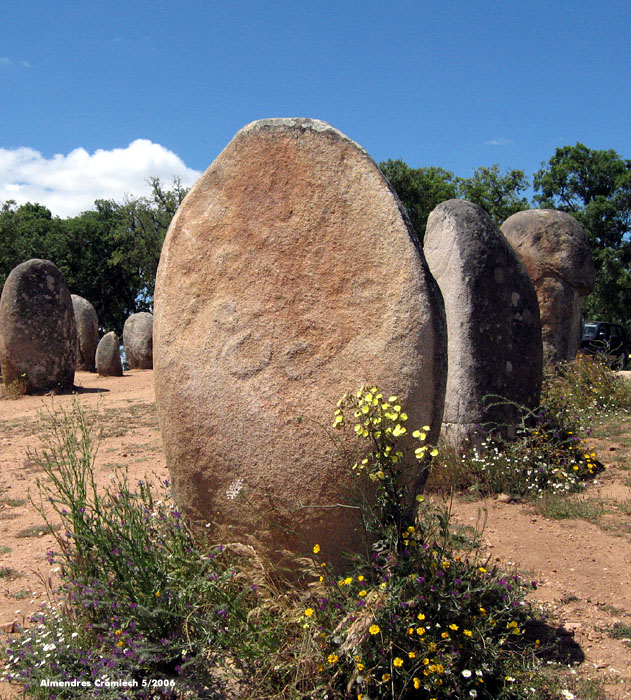
Půlkruhové důlky vyryté na dalším kameni
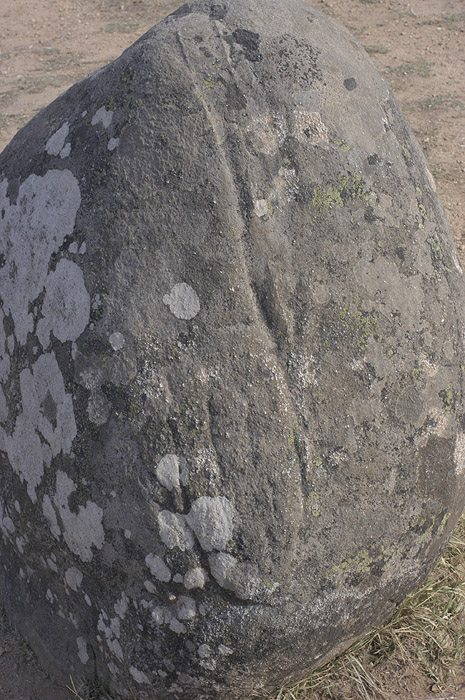
Obrácená pastýřská berla
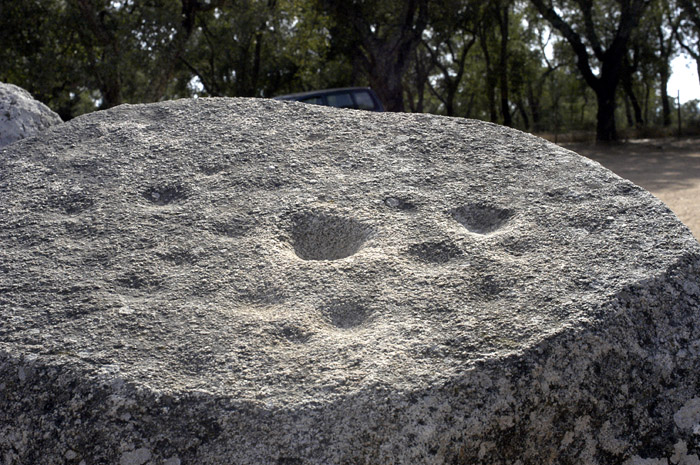
Monolit číslo 8 se zaoblenými důlky
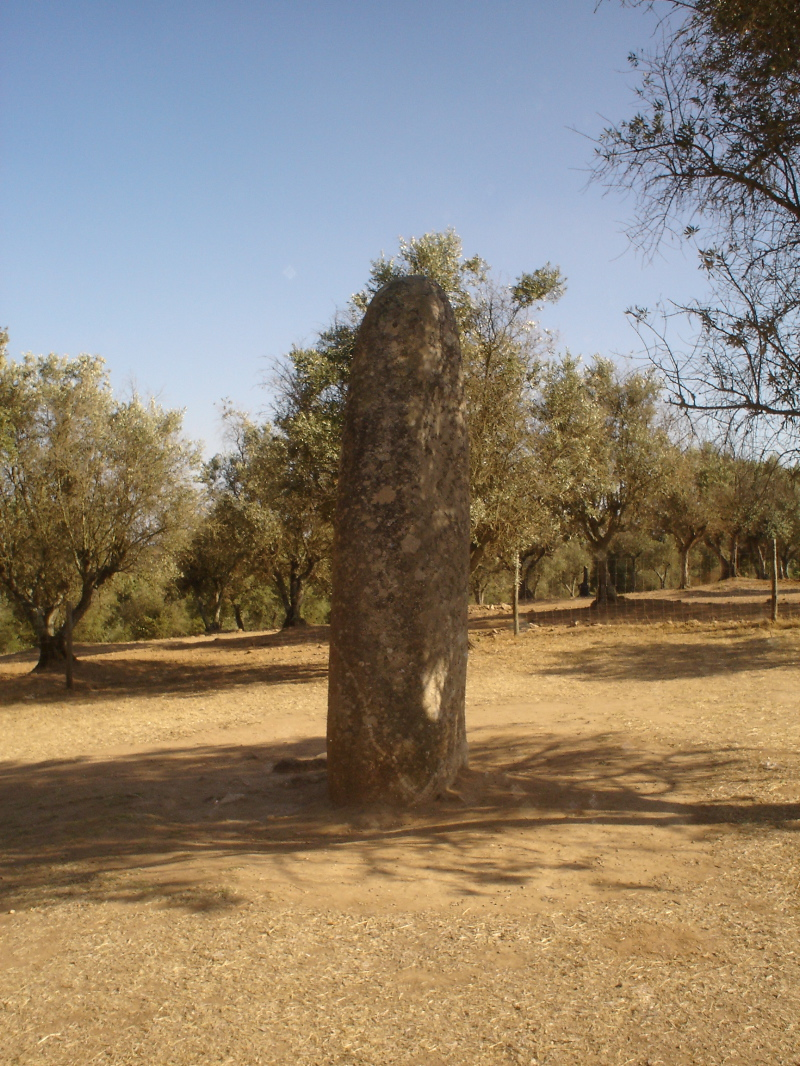
Izolovaný menhir Almendres
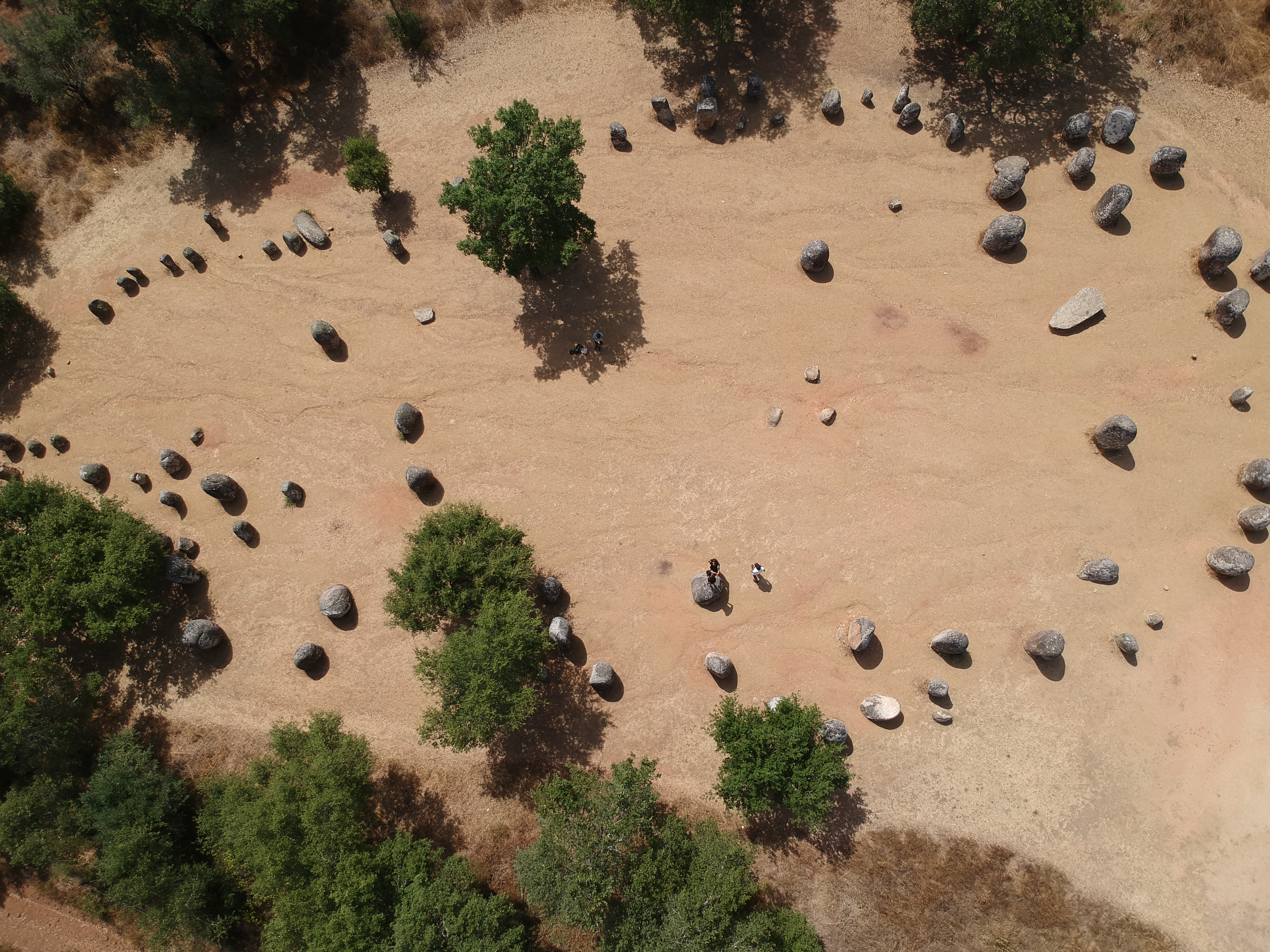
Letecký pohled